# Hypocysta frenus
Hypocysta frenus är en fjärilsart som beskrevs av Hans Fruhstorfer 1911. Hypocysta frenus ingår i släktet Hypocysta och familjen praktfjärilar. Inga underarter finns listade i Catalogue of Life.